# مارتن فيريرا
مارتن فيريرا (بالإنجليزية: Martin Ferreira)‏ هو لاعب اتحاد الرغبي جنوب أفريقي، ولد في 24 يناير 1989 في بورت إليزابيث في جنوب أفريقيا.